# Мен (Західна Вірджинія)
Мен (англ. Man) — місто (англ. town) в США, в окрузі Лоґан штату Західна Вірджинія. Населення — 772 особи (2020).

## Географія
Мен розташований за координатами 37°44′38″ пн. ш. 81°52′49″ зх. д. / 37.74389° пн. ш. 81.88028° зх. д. (37.743893, -81.880378).  За даними Бюро перепису населення США в 2010 році місто мало площу 2,98 км², з яких 2,84 км² — суходіл та 0,14 км² — водойми.

## Демографія
Згідно з переписом 2010 року, у місті мешкало 759 осіб у 324 домогосподарствах у складі 221 родини. Густота населення становила 254 особи/км².  Було 362 помешкання (121/км²).
Расовий склад населення:
| - 96,0 % — білих - 1,7 % — азіатів - 1,4 % — чорних або афроамериканців - 0,1 % — корінних американців |

До двох чи більше рас належало 0,0 %. Частка іспаномовних становила 0,7 % від усіх жителів.
За віковим діапазоном населення розподілялося таким чином: 20,2 % — особи молодші 18 років, 62,9 % — особи у віці 18—64 років, 16,9 % — особи у віці 65 років та старші. Медіана віку мешканця становила 44,0 року. На 100 осіб жіночої статі у місті припадало 97,7 чоловіків;  на 100 жінок у віці від 18 років та старших — 98,0 чоловіків також старших 18 років.
Середній дохід на одне домашнє господарство  становив 65 610 доларів США (медіана — 55 250), а середній дохід на одну сім'ю — 80 917 доларів (медіана — 62 794). Медіана доходів становила 44 327 доларів для чоловіків та 28 403 долари для жінок. За межею бідності перебувало 14,0 % осіб, у тому числі 17,3 % дітей у віці до 18 років та 0,0 % осіб у віці 65 років та старших.
Цивільне працевлаштоване населення становило 381 осіб. Основні галузі зайнятості: освіта, охорона здоров'я та соціальна допомога — 30,4 %, сільське господарство, лісництво, риболовля — 21,0 %, роздрібна торгівля — 9,7 %, мистецтво, розваги та відпочинок — 8,9 %.